# Felix Scheder-Bieschin
Felix Scheder-Bieschin (22 de outubro de 1899 — 2 de setembro de 1940) foi um velejador alemão, medalhista olímpico. Ele competiu nos Jogos Olímpicos de Verão de 1936 na classe 8 Metre e conquistou a medalha de bronze na disputa realizada a bordo do Germania III com Hans Howaldt, Fritz Bischoff, Alfried Krupp von Bohlen und Halbach, Eduard Mohr e Otto Wachs.
Após o serviço militar na Marinha Imperial Alemã, Scheder-Bieschin estudou direito e economia. Após as atividades iniciais, inclusive na Possehl em Lübeck, ele se tornou diretor administrativo da Nordseewerke em Emden em 1934. De 1º de abril de 1937 até sua morte, ele foi CEO da Howaldtswerke AG em Kiel Durante a Segunda Guerra Mundial, ele serviu na Kriegsmarine como Korvettenkapitan e foi morto em ação na costa da Noruega.